# 馒头

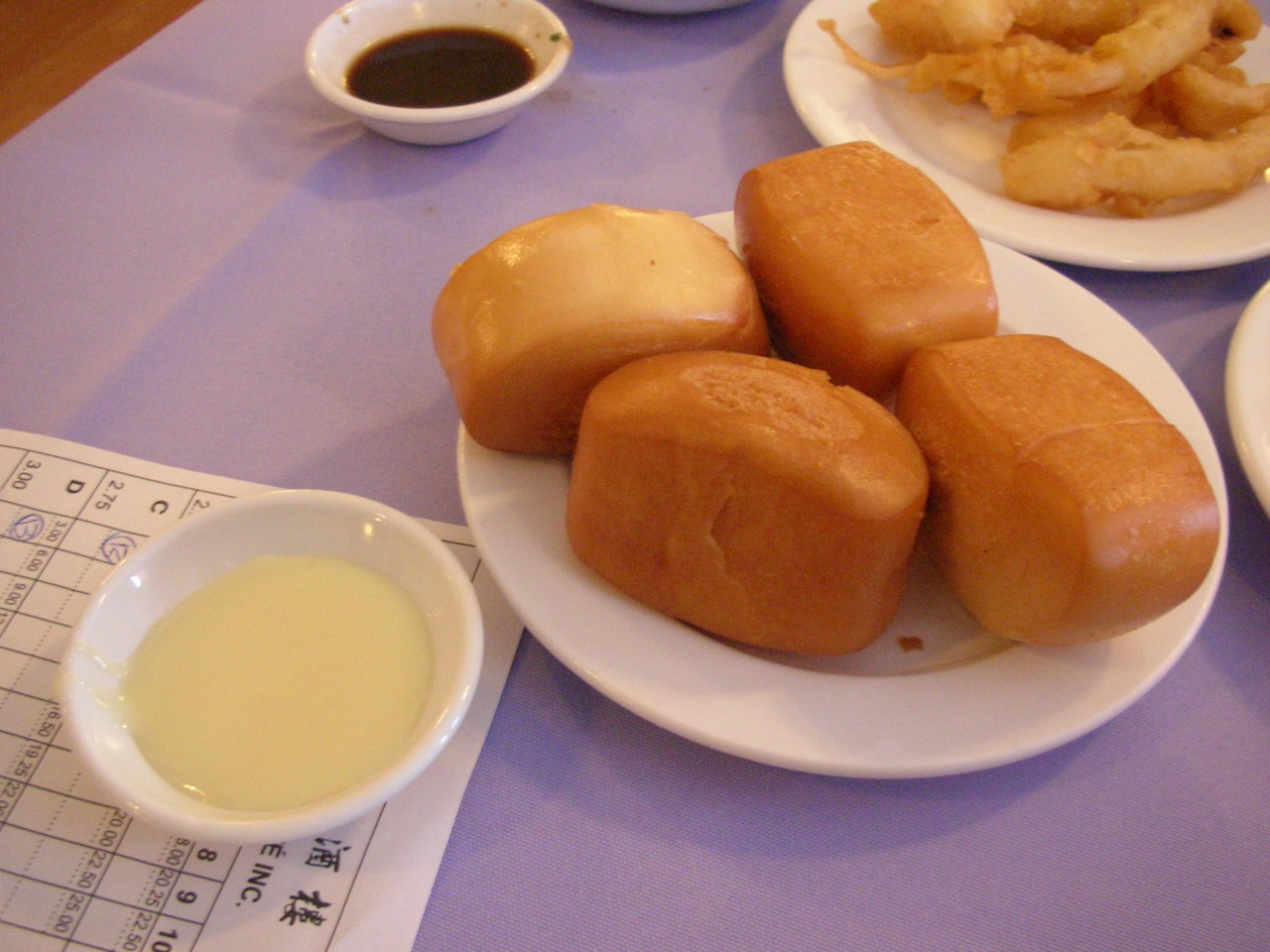
炸饅頭

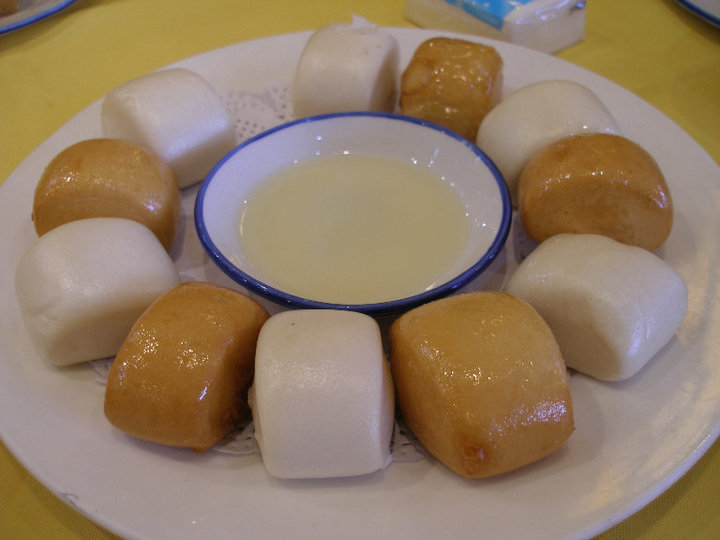
金銀饅頭

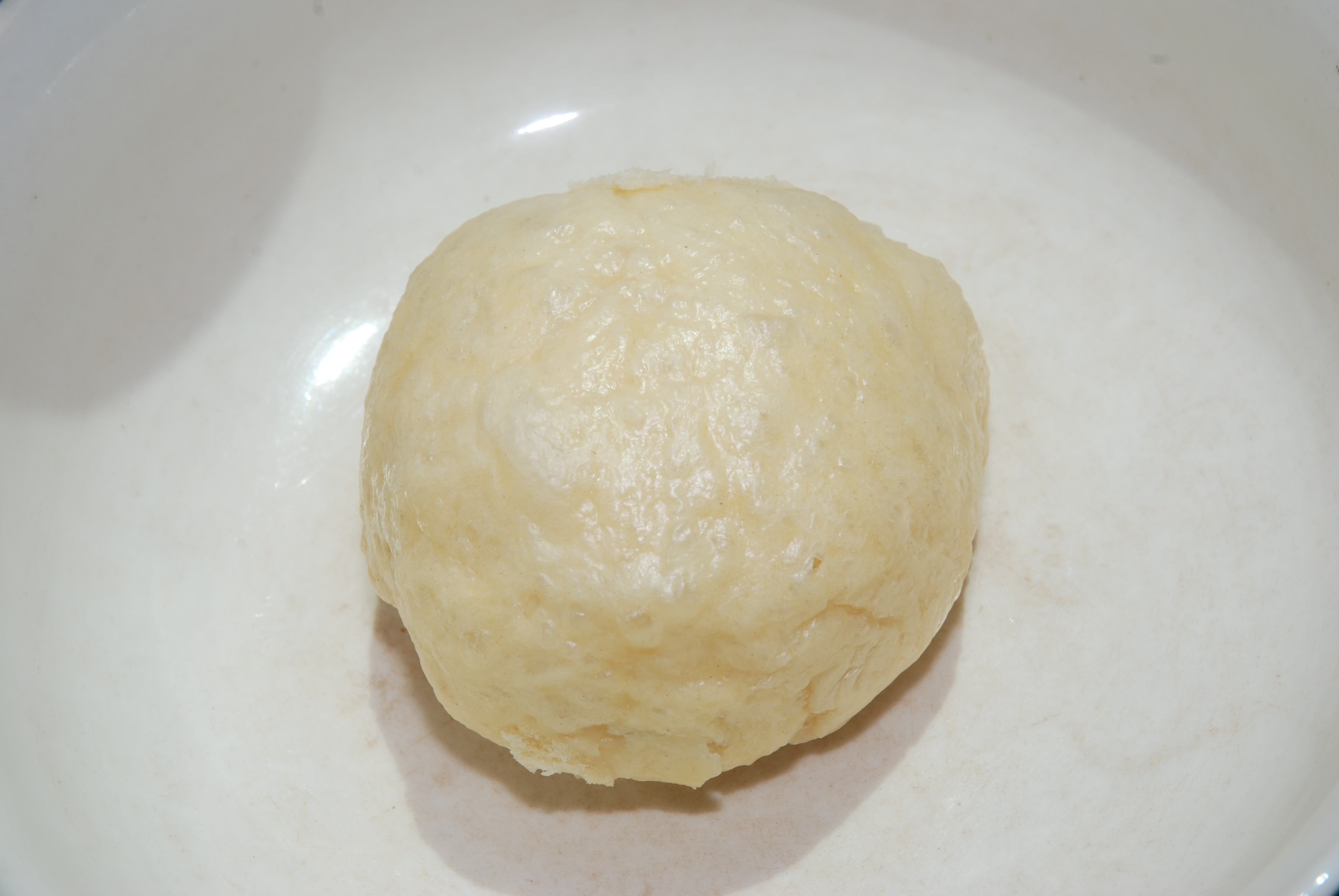
手作饅頭

饅頭為一種中國傳統麵食，通常用以麵粉制成，将面粉和水按比例混合發酵後（或拌入內餡）蒸製而成的食品。通常是半球形、长方体，大小從直徑4公分左右到直徑15公分左右均有。其中，無餡的饅頭是多数中國北方人的主食。華北地區稱為餑餑，關中、中原及江淮部分地區稱為饃，晉語與部分閩語地區也稱為饃饃等。

## 历史
漢朝時，由於磨已廣泛應用，蒸制的麵食也隨之流行於全中國各地，當時統稱為「餅」。
“饅头”一词最早见于西晋束广微，又稱“蒸饼”。
「饅頭」一詞相傳出自三國蜀漢諸葛亮。当時諸葛亮率軍南渡瀘水以討孟獲。諸葛亮率領大軍準備渡江，突然烏雲密佈、狂風大作。當地一個老人告訴他，這是戰死士兵的鬼魂在興風作浪，要獻上49顆人頭來做祭品才行。諸葛亮不願傷害同袍，就命令手下殺牛宰羊，剁成肉餡，再包上麵粉，做成人頭模樣充當祭品。古時候用來做祭品的都是南方蠻人，因為饅頭的「饅」和南蠻的「蠻」讀音相似，諸葛亮就給這種祭品取名叫做「饅首」，後來饅首經常被用在祭祀活動中。 又因為「首」和「頭」是相同含義，所以「饅首」又叫「饅頭」。饅頭有「瞞頭」（欺瞞河神的人頭）之說法，但無文獻可供考證。此詞可能衍生自《說郛》內文所載之文字：「食品饅頭本是蜀饌。世傳以為諸葛亮征南時其俗以人首祀神，孔明欲止其殺，教以肉麵二像人頭而為之。流傳作『饅』字。不知當時音義如何，適以『欺[瞞]』同音。」
在此之後無論有無餡心均統稱饅頭。直到北宋才出現包子這一稱呼，指代有餡的饅頭（用菜葉裹餡的菜包），而饅頭一詞本身則逐漸變成無餡製品的統稱。現在苏南及浙北地區，如上海、蘇州、杭州，仍將無論是否含有內餡的饅頭統稱為饅頭，例如肉為餡的稱為「肉饅頭」。
香港酒家供應的饅頭體積比北方的小，屬於點心而非主食。

## 分类
2007年12月20日，中國國家認監委（國家質檢總局分管機構）發佈了國家標準《小麥粉饅頭（GB/T 21118-2007）》，其中將以小麥粉為原料生產的饅頭，分為熱包裝饅頭和冷包裝饅頭兩大類。

## 食品安全的顧慮
長期食用在製作過程中添加有含鋁的膨脹劑的饅頭，由於可以沉積在大腦、肺臟、肝臟、骨骼、睪丸、子宮等中，累積到一定數量後可會產生慢性毒理作用。尤其是孕婦和發育中的兒童。

## 分佈
在大中華地區、越南、朝鮮半島、日本皆有饅頭，形態各異。但在朝鮮語中，漢字詞「만두」（漢字寫為「饅頭」）指的是餃子類和包子類的通稱，詳見饅頭 (韓國)。

## 逸聞
- 在中華民國國軍裡，有長達數十年的時間早餐主食均為饅頭，故義務役士兵在軍中的日子，時常會以吃了幾頓饅頭來計算自己當兵的日數，被稱為「數饅頭」。厨房作馒头，前天晚餐后揉麵糰好等麵糰发酵，最怕寒流来袭麵糰不发，就麵团铁笼周遍盖棉被甚至置放电热器，以免麵糰不发大家吃不成，伙房兵会被關禁闭。
- 在中亞，曼特（突厥馒头）是指肉包，而在韩语里馒头相当于中文的饺子、包子。